# Thaida peculiaris
Thaida peculiaris is een spinnensoort uit de familie Austrochilidae. De soort komt voor in Chili en Argentinië.